# 藤沼彰久
〜藤沼彰久（ふじぬま あきひさ 1950年1月23日 - ）は東京都出身の日本の実業家。
野村総合研究所会長。

## 経歴
- 1972年 - 東京工業大学工学部制御工学科卒業
- 1974年 - 同大学院理工学研究科修士課程修了
- 1974年 - 野村コンピュータシステム入社
- 1988年 - 同社合併により野村総合研究所となる
- 1994年 - 同社取締役 情報技術本部副本部長
- 1999年 - 同社常務取締役 情報技術本部長
- 2001年 - 同社専務取締役 証券・保険ソリューション部門長
- 2002年 - 同社代表取締役社長
- 2008年 - 同社代表取締役会長兼社長
- 2010年 - 同社取締役会長